# Alexander Ljungkrantz
Alexander Ljungkrantz, född 2 februari 2002 i Gävle, är en svensk professionell ishockeyspelare som spelar för BIK Karlskoga i Hockeyallsvenskan. Hans moderklubb är IK Sätra. 